# Región de Escania
La Región de Escania (en sueco, Region Skåne) es el municipio regional (regionkommunen) de la provincia de Escania, Suecia.
Al igual que el resto de las regiones, es principalmente responsable de la atención médica. También tiene la responsabilidad de coordinar el trabajo de desarrollo regional en la provincia en cuestiones como la planificación de la infraestructura, el desarrollo empresarial, el trabajo estratégico medioambiental y de planificación y la cooperación interregional. Asimismo es responsable del transporte público dentro de la provincia y realiza actividades culturales.

## Organización
Como el resto de las regiones, es una organización controlada políticamente, con el consejo regional como el máximo órgano de toma de decisiones. La Junta Regional tiene la responsabilidad política ejecutiva y prepara los asuntos que se tratan en el consejo. El Consejo Regional, la Junta Regional y varios de los comités se reúnen en el Ayuntamiento de Scania, en Kristianstad.
En la órbita el consejo hay comités profesionales que son responsables de las áreas temáticas individuales dentro de las actividades de la región: el Comité de Salud y Atención Médica: el Comité de Desarrollo Regional: el Comité de Transporte Público: el Comité de Psiquiatría, Habilitación y Tecnología de Asistencia; el Comité de Servicio; el Comité Cultural, y el Comité de Pacientes.

## Política
En la región gobierna la Alliance for Skåne, que está formada por los moderados, el Partido del Centro, los liberales y los demócratas cristianos.